# Chols
Els chols o txols són un poble indígena de Mèxic que viu al nord-est de l'estat de Chiapas, a Tabasco i a Campeche. Ells es diuen  winik, una paraula maia que significa "home" o "baró". Es consideren els milperos, que segons les llegendes maies, van ser creats a partir del blat de moro, l'aliment sagrat dels déus i l'eix central de llur concepció del món. El respecte a la naturalesa és una part important de la seva cultura. Parlen la llengua chol (ch'ol o mantxe), de la família macro-tzeltal i de la branca de llengües maies o maienses. El cens del 2000 va registrar 140 mil parlants d'aquesta llengua. Del chol, n'hi ha diverses variants, les més importants les de Tumbalá i Tila. Aquesta llengua té l'estatus de "llengua nacional" de Mèxic.

## Territori
Viuen als municipis de Palenque, Tila, Sabanilla, Tumbalá, Salto de Agua, Ocosingo. Yajalón, Catazajá, Huitiupán, Chilón, al nord de l'estat de Chiapas i als municipis d'Amatlán, La Libertad, Macuspana, al sud de l'estat de Tabasco.

## Societat i religió
El matrimoni és considerat molt important entre els chols, és la base de la família, tendeixen a tenir relacions endògames, encara que de vegades es casen amb parelles d'altres localitats, antigament els matrimonis estaven "arreglats" des de la infantesa dels nuvis. En casar-se, el nuvi ajuda als treballs del sogre durant un període de sis mesos a tres anys. El comadreig és un vincle especial que uneix a les famílies.
Com els antics maies, els chols consideren que la terra no és una mercaderia, per la qual cosa no pot ser una propietat individual, és la mare que dona vida, la terra ofereix, però també exigeix, és un ésser viu del qual els humans es proveeixen, d'una manera o altra la terra és usdefruitada si i només si és treballada.
Els chols catòlics i evangèlics practiquen un sincretisme religiós amb antigues creences maies, es fan ritus cerimonials per rendir culte a la terra, en coves i deus demanen per pluges i bones collites, mitjançant resos, vés-les, aiguardent i sacrifici d'animals, d'igual forma realitzen promeses a sants, realitzen peregrinacions, arreglen santuaris i donen almoina en els temples. El Señor de Tila, a Tila, és àmpliament venerat.

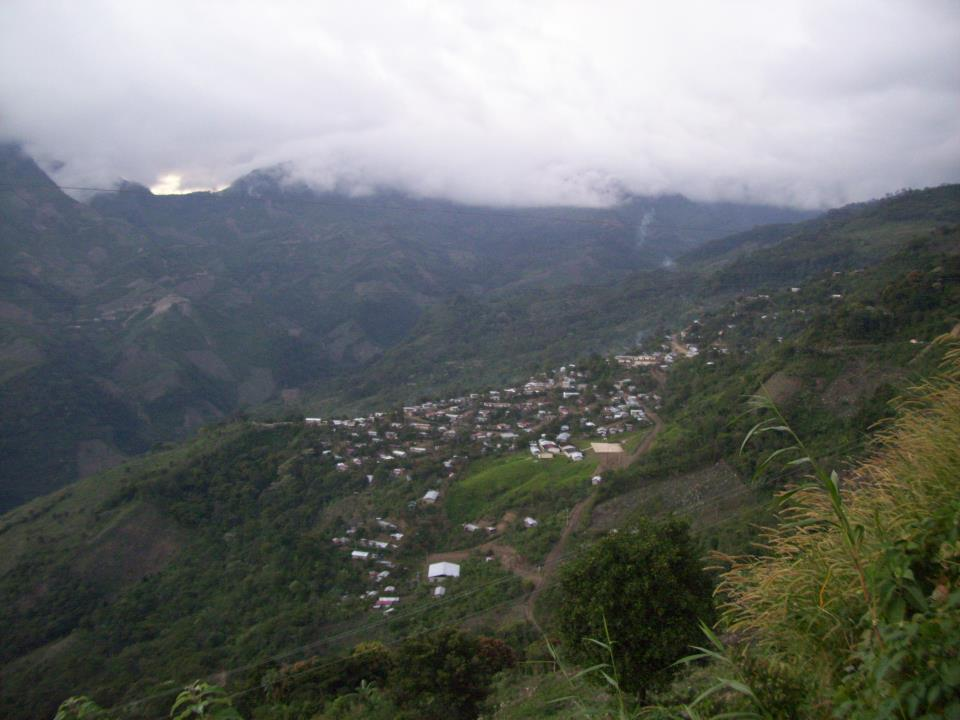
Vista Panoràmica d'un poble de Tila

Les pugna entre catòlics i evangèlics, així com el proselitisme de partits polítics, ha generat divisions entre els integrants de l'ètnia.

## Història
Als seus avantpassats prehispànics se'ls atribueix la construcció de jaciments arqueològics de la zona. En 1530 els conqueridors espanyols van començar a envair els seus territoris, provocant que els chols s'internessin en la selva lacandona. En 1559 el frare dominic Pedro Lorenzo va realitzar una tasca de convenciment, evangelització i organització perquè les diferents ètnies (tzeltals, pochutles i chols) que habitaven a la zona, es traslladessin cap a llocs més accessibles en poblats i comunitats. Va ser llavors quan els encomenderos van abusar i van sotmetre l'ètnia, esclavitzant-la sota el règim d'encomienda, especialment a Chilón, San Pedro i Yuyuxlumil (riu Amarillo), era comú la pràctica del dret de cuixa, alguns chols tenen trets caucàsics a causa d'això.
Després de la independència de Mèxic, els chols van seguir sent explotats com a peons a les finques, van ser captius pels sistemes de "tendes de ratlles" sense poder millorar la seva qualitat de vida. Durant la guerra de Reforma i la revolució mexicana, la població dels chols va ser delmada.
En 1936 a causa de la Reforma Agrària, les grans finques cafetaleras de la zona van ser dividides, la qual cosa va transformar l'economia dels chols que es van centrar en el monocultiu de cafè (finques menors a cinc hectàrees), abandonant el cultiu del blat de moro.
Els chols tenen una bona relació amb els seus veïns tzeltals, tzotzils i zoques, doncs tots ells sempre han tingut un interès comú enfront dels mestissos: "la defensa i restitució de les seves terres". Alguns chols han participat des de 1994 en les activitats de l'Exèrcit Zapatista d'Alliberament Nacional, buscant millors condicions de vida, compten amb un representant en el Comitè Clandestí Revolucionari Indígena i alguns d'ells viuen als Municipis Autònoms Rebels Zapatistes: La Paz, El Trabajo, Che Guevara i Vicente Guerrero, que es troben al nord de Chiapas.